# 鈴谷まや
鈴谷 まや（すずや まや、8月21日 - ）は日本の女性声優。フリー。以前はアトリエピーチに所属していた。石川県出身。主にアダルトゲームに声をあてている。

## 人物・経歴
もともと美少女ゲームが好きで、将来の仕事を考えた時に、好きな美少女ゲームに関われる仕事として声優を選んだ。前所属事務所であるアトリエピーチにボイスサンプルを送って入社したが、養成所では同期が経験者ばかりで全然追いつけず、周囲の何倍も猛練習した。
アトリエピーチの養成所「桃塾」には1期生として入塾した。同期生には藍川珪、ひうらまさこ、霧島はるながいる。
デビュー作は、モブでは2009年発売の『紫電〜円環の絆〜』（女の子・赤ちゃんの二役）。名前付きの役は2010年発売の『ク・リトル・リトル 〜魔女の使役る、蟲神の触手〜』（クレオ役）。本編ではエッチシーンが無かったが、ファンディスク『ク・リトル・リトル 〜グレートハンティング〜』で陵辱シーンがあり、すごいインパクトだったという。
『恋愛0キロメートル』（木ノ本マヨ役）では、作品の面白さを壊さないようにと、一人でカラオケにこもって演じ方を考え抜いた。『パステルチャイム3 バインドシーカー』（四王宮蒼生役）では、アリスソフト作品に出演するのが一つの目標だったため、オーディション合格を知らされた時には涙が出たと語っている。
芸名は事務所の社長が付けたものだが、後で自身で調べて「鈴谷」も「まや」も軍艦の名前だと知り、社長に由来を確認したが「教えられない」とはぐらかされてしまった。
デビュー時より所属したアトリエピーチを2015年11月1日をもって退所、以後はフリーとして活動。

## 出演
太字は主役・メインキャラクター

### PCゲーム

#### 2009年
- 紫電〜円環の絆〜（まどか）
- 愛娘という名の玩具（千鶴）
- 和姦催眠〜幼馴染の彼女は催眠Play Mates〜（名取 翔子）

#### 2010年
- 絶望師（桐嶋 由愛[4]）
- ク・リトル・リトル 〜魔女の使役る、蟲神の触手〜（クレオ）
- 撫子乱舞
- ヒメと魔神と恋するたましい（雷）
- JKと淫行教師3 〜万引き少女編〜（葛森 樹里）
- ク・リトル・リトル 〜グレートハンティング〜（クレオ）
- 女神とLOVE! 〜5人の女神様とイチャハメ孕ませ新婚生活♪〜（シャル）
- まません（田淵 育実）

#### 2011年
- 必殺痴漢人II（鯉渕 凛）[5]
- 12+（トリスタン）
- 勇者と彼女に花束を（リエル）
- 獄淫の尖塔（興本 真知）
- 恋ではなく―― It's not love, but so where near.（堤 蓉子）
- JKと淫行教師 SP 〜渡る世間はエロ教師ばかり〜（葛森 樹里）[6]
- 秋風ぱーそなる -俺と僕と彼女の○○-（斉藤 亜弥）
- 恋愛家庭教師ルルミ★Coordinate!（黒川 雫）[7]
- 虐襲4（フィア、フィズ）[8]
- オトミミ∞インフィニティー（魚交 珊瑚）[9]
- Master×Re:master（春木 深陽）[10]
- 翠の海（空音[11]、陸乃[12]）
- 恋愛0キロメートル（木ノ本 マヨ）[13]
- ましろサマー（美崎 澪）[14]
- 揺り籠より天使まで（妙）[15]
- 聖ヤリマン学園援交日記（まな）[16]

#### 2012年
- 水月 弐 〜追憶〜（天羽 小宵）
- ちゅぴちゅぴ男の娘 〜家庭教師と双子のひみつの授業〜（高崎 樟葉）[17]
- ぜったい猟域☆セックス・ロワイアル!! 〜無人島犯し合いバトル〜（獅堂 涼香）[18]
- ひとふた奇譚（深谷 鈴香）[19]
- グランリブラアカデミー（ミーシャ・ヴァレーリヤ）[20]
- 虹翼のソレイユ-ⅶ's World-（パルフィナ・アレキサンドリア）[21]
- 愛奈 -あいな-（愛奈）[22]
- 青空と雲と彼女の恋（月宮 こより）[23]
- 魔法少女ピュア・セインツ〜負けちゃうたびに、どんどんエッチな正義のヒロインになっていっちゃうの〜（香西 鞠愛/ピュア・サファイア）[24]
- 波間の国のファウスト（渚坂 白亜[25]）
- すぽコン!〜SPORTS WEAR-COMPLEX〜（寺島 円）[26]
- 時計仕掛けのレイライン 〜黄昏時の境界線〜（七番 雛）[27]
- 堕天の記憶〜麗実編〜（丘野 みさき）[28]
- 第二音楽室へようこそっ!!（金原 智美）[29]
- 九十九の奏〜欠け月の夜想曲〜（九条 花蓮）[30]
- ManguSta -恥辱風紀委員会-（竜胆 つぐみ）[31]
- おとたま〜ぼくたちガールズバンドです〜（みきぽん(香椎 幹也)）[32]
- ミダラーナ 巨乳戦記（ブリジット）[33]
- 未来はキミに恋してる（雨宮 樹）[34]
- スペルマン〜その復讐の膜を破れ〜（マジコ）[35]
- 操心術∞[8]
- お前のオンナを寝取ってやる〜昔ヤったオンナは今は白衣の天使。旦那の前で心も身体も弄んで寝取る〜（山吹 双葉）[36]
- キミへ贈る、ソラの花（桐野 かすみ）

#### 2013年
- 学園NTR 〜僕の知らない彼女の淫顔〜（葉月舞那）
- 時計仕掛けのレイライン －残影の夜が明ける時－（七番雛）
- 恋愛0キロメートル Portable（木ノ本マヨ）[37][38]
- パステルチャイム3 バインドシーカー（四王宮 蒼生）[39]
- プレイ!プレイ!プレイ!惨（未来）[40]
- ガーディアン☆プレイス 〜ドエスの妹と3人の嫁〜（澄之院 桜花）[41]
- ドラゴンズレイド2 催眠魔法と巨乳娘（ミリア、ケルベロス娘）[42][43]
- ぶるぶる（紺野 莉絵）[44]
- LOVELY×CATION2（ダイゴロウ）[45]
- 妹ぱらだいす!2 〜お兄ちゃんと5人の妹のも〜っと! エッチしまくりな毎日〜（しずく）
- 女装海峡（宗形 巡）[46]
- end sleep（稲敷 未穂）[47]
- ChuSingura46+1 -忠臣蔵46+1-（お梅)[48]
- 女装で孕ませてっ外伝〜過去は夕闇色の少女と共に〜（百郷 紫呉）[49]
- クラス全員マヂでゆり?!〜私達のレズおっぱいは貴女のモノ・女子全員潮吹き計画〜（八島 柚子、緒川 真沙美）[50][51]
- 魔導書の司書（ハースニール、カナリア）[52][53]
- 魔法少女みおん〜魔生受胎の刻〜（緋村 穂乃香）[54]
- 星逢のプリズムギア（百瀬 未衣）[55]
- ナマイキデレーション（新開 渚）[56]
- あおぞらストライプ（鶴野 皐月）[57]
- にゃんカフェマキアート 〜猫がいるカフェのえっち事情〜（猫川 あめり）[58]
- 夏の幼馴染と、冬のカノジョ（叶野 夢）[59]
- 未来戦姫スレイブニル（ルー・テイン・ワァク）[60]

#### 2014年
- きみと僕との騎士の日々 -楽園のシュバリエ-（南堀 明日奈）[61]
- 恋愛まで選択肢ひとつ（菱川 花蓮）[62]
- PRETTY×CATION（薬王寺 小町）[63]
- アストラエアの白き永遠（コロナ）[64]
- 超昂天使エスカレイヤー・リブート（カルナ）[65]
- メイクMEラバー（ルカ・ラムジィ）[66]
- 乙女が奏でる恋のアリア（城ヶ崎 奏）[67]
- 帝都飛天大作戦（相馬 瑞城）[68]

#### 2015年
- 時計仕掛けのレイライン -朝霧に散る花-（七番 雛）[69]
- ゆきこいめると（伊奈波 うさぎ）[70]
- 神のラプソディ（フォルニスゲイン）[71]
- な妹き!（御巫 優羽）[72]
- 乙女が奏でる恋のアリア 君に捧げるアンコール（城ヶ崎 奏）
- 塔の下のエクセルキトゥス（ルアナ・セラフィス）[73]
- サクラノ詩 -櫻の森の上を舞う-（吹）[74]
- その古城に勇者砲あり!（ミラ）[75]
- わんにゃん☆アラモード! 〜どっちにするの?わんにゃんHなカフェ事情!〜（猫花 鈴音）[76]

#### 2016年
- 働くオトナの恋愛事情（九十九 紗夜子）[77]
- 乙女が彩る恋のエッセンス（城ヶ崎 奏）[78]
- あなたをオトコにしてあげる!（遠水 紅雪）[79]
- お兄ちゃん、キッスの準備はまだですか?（妹口 さや）[80]
- 少女マイノリティ -慰めの愛-（最上 結）[81]
- 銀色、遥か（名白 椛）[82]
- アストラエアの白き永遠 Finale -白き星の夢-（コロナ）[83]
- Re:LieF 〜親愛なるあなたへ〜（ミリャ・ブランコ）[84]
- 姫恋*シュクレーヌ!（望月 咲耶）[85]

#### 2017年
- アオイトリ (黒崎 小夜) [86]
- お家に帰るまでがましまろです（春日部 花音）[87]
- ウブな処女のエッチなお願い（桃園 穂純）[88]
- ゴールデンアワー（北上 まりか）[89]
- 超昂神騎エクシール（神騎キリエル／報生 キリカ）[90]
- 純情化憐フリークス!（九十九）[91]
- 面影レイルバック（櫓名 いろは）
- 呪いの魔剣に闇憑き乙女（ロゼッタ）
- お兄ちゃん、キッスの準備はまだですか? エッチの準備もまだですか?（妹口 さや）

#### 2018年
- 厨二姫の帝国 (ステラ・セルテート)
- IxSHE Tell (古塚 由依)
- 恋するココロと魔法のコトバ（春ハル）[92]
- 二人と始める打算的なラブコメ（帝堂 白雪）[93]
- 君とつながる恋フラグ (福原 汐織)
- ボクのあまやかせいかつ‐星湘町観光課、毎日えっちなロコドル活動！‐ (支倉 新菜)
- Kiss＆Crisis (川島 夜宵)
- その大樹は魔界を喰らう！(マーマ)
- 働くオトナの恋愛事情2(九十九 紗夜子)
- 少女グラフィティ (国見 佐彩)
- 空に刻んだパラレログラム (藍住 ほたる)
- となりに彼女のいる幸せ～Winter Guest～ (幸村 志穂)

#### 2019年
- スワローテイル-あの日、青を超えて-（上杉 理恵）[94]
- pieces/渡り鳥のソムニウム（小鳥遊 紬）[95]
- リアライブ（レヴィ）[96]
- アイキス（菅野 純子）[97]
- タマユラミライ（小伯 紅）[98]
- きまぐれテンプテーション（サリィ）[99]
- イブニクル2(スパルタン・蔵握)
- 月の彼方で逢いましょう（岬 栞菜）
- 猫忍えくすはーと3（猫塚 シノ）
- 缶詰少女ノ終末世界 (烏森 亜実花)[100]
- レイルロアの略奪者（フィ）[101]

#### 2020年
- はじカノ ～君がいる部屋～（北見 結愛奈）
- ガールズ・ブック・メイカー -グリムと三人のお姫さま- 2（いばら）
- pieces/揺り籠のカナリア（小鳥遊 紬）[102]
- Petrichor -ペトリコール-（槻木 えりか）
- 異世界変態生活! 〜転生した俺は触手や魔物や女の子のパンツに…なる!?〜（ジャニス・ニーヴン）
- アイキス2（菅野 純子）[103]
- ドーナドーナ いっしょにわるいことをしよう（シオン、三うら しゅ子）[104][105]

#### 2021年
- 源平繚乱絵巻 -GIKEI-（安徳天皇）
- クナド国記（海風 優里）
- 聖ヤリマン学園パコパコ日記2021（まな）

#### 2022年
- アイキス3 sexy（菅野 純子）

#### 2023年
- 2045、月より。（西條 彩夢）
- 猫忍えくすはーとSPIN!（猫塚 シノ）
- 夕凪荘のS級の彼女たち2（大井川 理紗[106]）

#### 2024年
- 同級生2リメイク (安田 愛美)
- 蛟の巫女（湊志 津香）

#### 2025年
- 猫忍えくすはーとSPIN!2（猫塚 シノ）

### ブラウザゲーム
- にじげんカノジョ (クロエ)

### オンラインゲーム
- 乳忍者BURST!! 〜乳ボンバーで学園統一!〜[107]
- ぼくらの放課後戦争（本庄 翡翠）
- 万物乙女☆ダンジョンズ（ムラサメ）
- ジェミニシード（アスタリット、フェーデリア、トルデリーゼ）
- 宝石姫 JEWEL PRINCESS（ネプチュナイト、ジルコン、ピンクエピドート、ダイオプテーズ）
- デタリキZ 特別防衛局隊員の日常（岸 瑛里、坂下 カエデ）
- ソーサレス*アライヴ! 〜the World's End Fallen Star〜（ノノ）
- 超昂大戦 エスカレーションヒロインズ（神騎キリエル / 報生 キリカ[108]、閃忍ニャンコ / 猫屋敷 にゃんこ[109]）

### 同人ゲーム
- 素晴らしき国家の築き方 (アリアドネ)

### OVA
- PRETTY×CATION #1 初恋、それぞれの距離（薬王寺 小町）[110]

### 音声作品
- ものべの外伝 あやかし郷愁譚～雪御嬢 ゆき～ (ゆき)

### インターネットラジオ
- くろ★らじ（Radio Peach 2011年8月17日 - 2012年1月18日）

### 歌
- アイ（『魔法少女ピュア★セインツ』主題歌）
  - 歌：佐倉もも花・鈴谷まや・桃也みなみ
- 全力おーばーちゅあ（『おとたま〜ぼくたちガールズバンドです〜』みきぽん キャラクター主題歌）
  - 歌：みきぽん
- Lovely days（『恋愛0キロメートル Portable』オープニング）
  - 歌：木ノ本マヨ、木ノ本咲耶（岡嶋妙）、木ノ本実咲（小野涼子）、木ノ本乃来亜（清水愛）、木ノ本華（吉田真弓）
- 新しい世界へ（『パステルチャイム3 バインドシーカー』挿入歌）
- 放課後恋模様（『にゃんカフェマキアート 〜猫がいるカフェのえっち事情〜』OP曲）
  - 歌：あなたの背中でツメ研ぎ隊（美華（柚原みう）、ぺるしゃ（藤邑鈴香）、あめり）
- 爪を研ぐきみ（『にゃんカフェマキアート 〜猫がいるカフェのえっち事情〜』ED曲）
  - 歌：あなたの背中でツメ研ぎ隊Z（美華、ぺるしゃ、あめり、虎寅（藍川珪））
- 同じ歩幅で、ずっと（『PRETTY×CATION』ED 小町ver.）
  - 歌：薬王寺小町
- Love Hearts（『ラブラブバースデーコレクション vol.1-薬王寺 小町-』収録 キャラクターソング）
  - 歌：薬王寺小町
- アストラル アリア 〜しあわせな永遠へと〜（『アストラエアの白き永遠 初回限定版封入特典 ASTRAL ARIA』収録）
  - 桃園にな・小鳥居夕花・桐谷華・卯衣・鈴谷まや・桃山いおん